# Mann (Fachwerk)

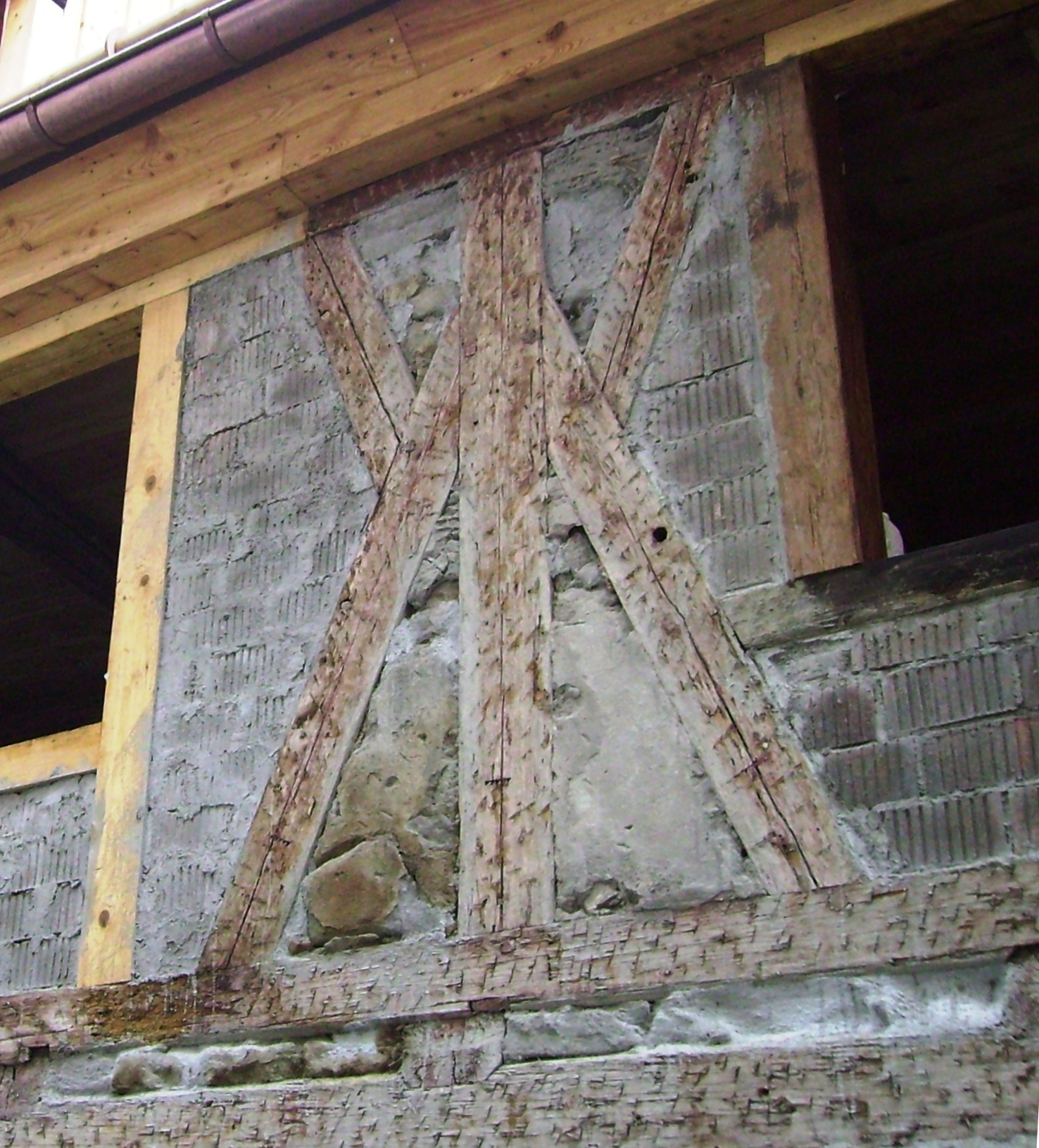
Mannfigur an Sanierungsobjekt in Lauf/Pegnitz

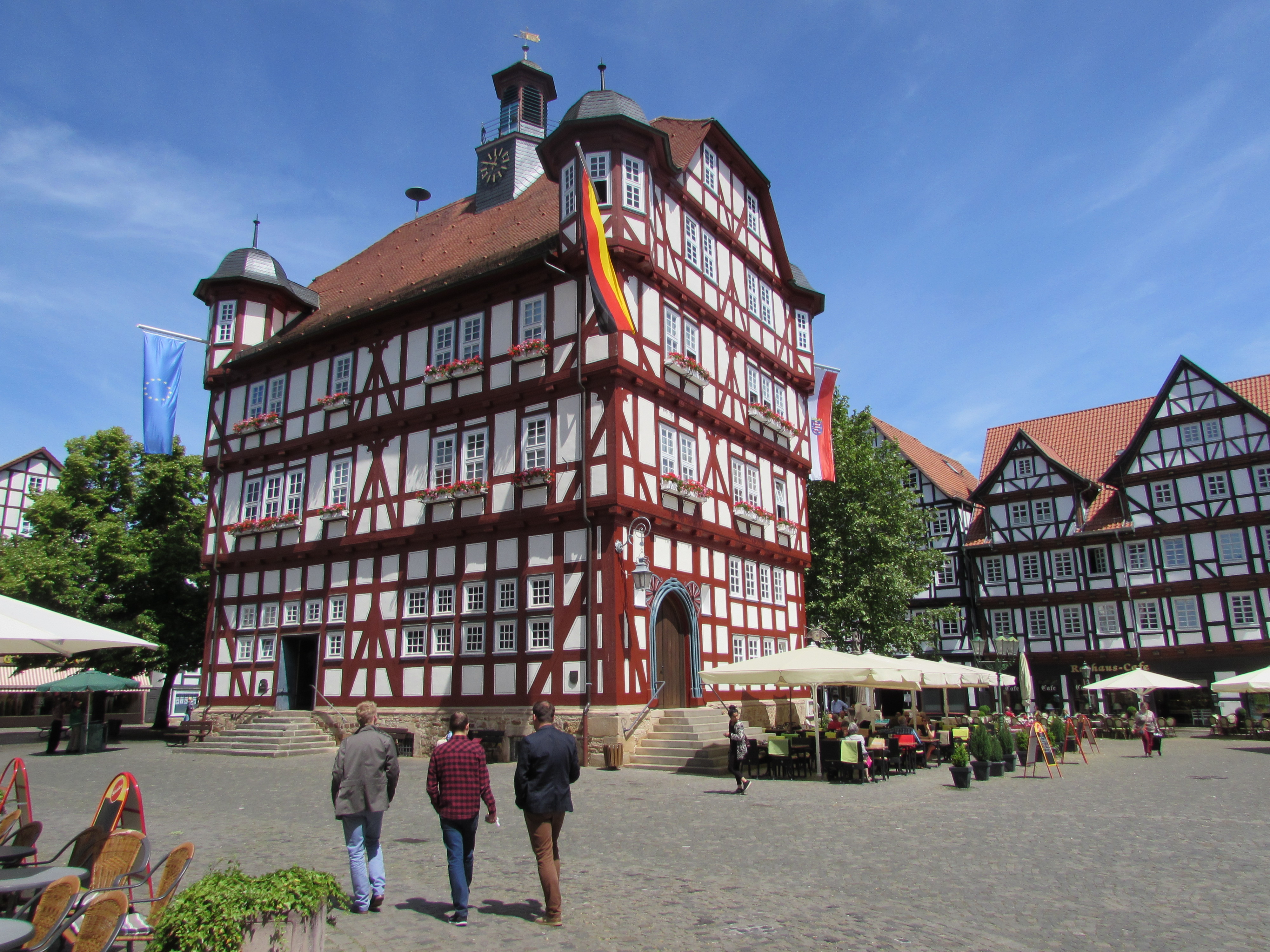
Rathaus in Melsungen mit mehreren Mannfiguren

Der Begriff Mann (Mannfigur) bezeichnet eine Form des Strebenkreuzes an einem Ständer im alemannischen und fränkischen Fachwerkbau. 

## Unterscheidungen
Regional wird unter anderem unterschieden zwischen Mann, Halber Mann, Mann mit Fuß und Kopfband, Wilder Mann, Hessenmann, Schwäbisches Männle, Schwäbisches Weible und Schwäbisches Kindle. Der Vorläufer der Männer finden sich wahrscheinlich in Württemberg, wo die Mannform auch als Dambedei bezeichnet wird, in Graubünden als Tambeda.

## Beschaffenheit und Funktion
In der Zeit des Übergangs (Heinrich Walbe) vom mittelalterlichen zum neuzeitlichen Fachwerk, von 1470 bis 1550, im mittleren Deutschland, wurden die Ständer eines Fachwerks nicht mehr mittels Fuß- und Kopfband einzeln verstrebt, sondern im Bund. Die Ständer reichten auch nicht mehr über mehrere Etagen wie bei der älteren Ständerbauweise, sondern die einzelnen Geschosse wurden nun getrennt gezimmert, was auch Vorkragungen ermöglichte und das Raster verdichtete. Bei der Bundverstrebung liegen die Strebenkreuze an Eck- und Bundständern. Dabei sind die Streben geschosshoch, dreiviertelgeschosshoch oder kombiniert dreiviertelgeschosshoch und halbgeschosshoch. Die Bundverstrebung besteht jeweils aus zwei Streben von unten (Fußband) gegen den Ständer und diese überschneidenden Gegenstrebenpaaren von oben (Kopfband). Mannfiguren dieser Übergangszeit werden im Allgemeinen als „Wilder Mann“ bzw. „Wilde Männer“ bezeichnet. Der „Wilde Mann“ (abgeleitet vom Wesen „Wilder Mann“) erscheint als abstrakte Figur eines Menschen mit gestreckten Armen und gespreizten Beinen. Die oft kolportierte Deutung der Konstruktionsweise als Symbol mit unheilabwehrender Funktion ist wissenschaftlich nicht haltbar. 
Weiterentwickelte Verstrebungen mit zu Kopfwinkelhölzern verkürzten Kopfstreben bei dreiviertelgeschosshohen Fußstreben werden als „Mann“ oder „Hessenmann“ bezeichnet.

## Beispiele
Beispiele für Mannfiguren:

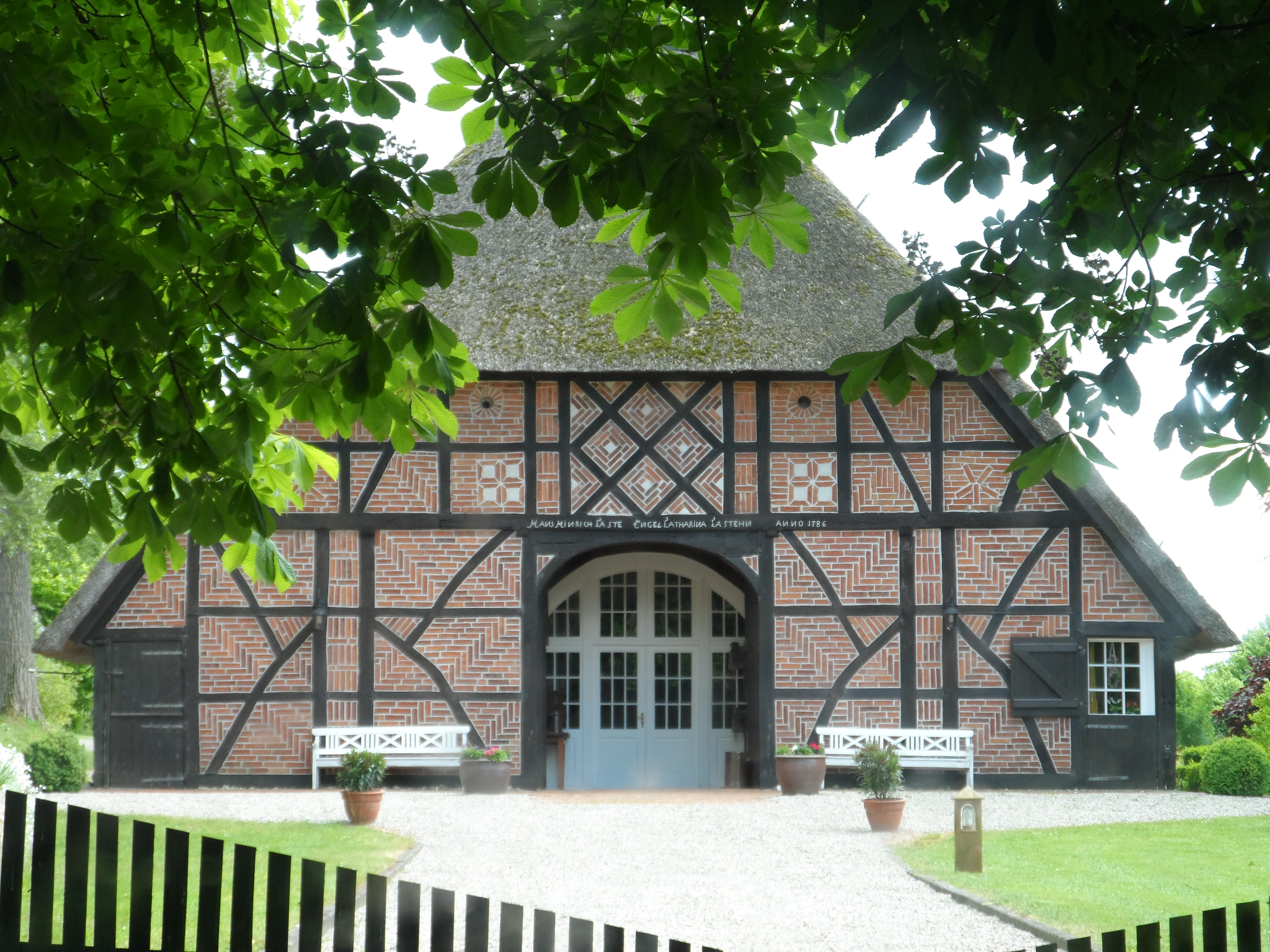
Hof Kahrstedt Hufnerhaus von 1786, Brodten

- Hof Kahrstedt Hufnerhaus von 1786, BrodtenSchloss und ehemalige „Große Herberg“ in Kirchheim unter Teck (Württemberg), 1540
- Rathaus Reichelsheim, 1554
- Rathaus Melsungen, 1556
- Rathaus Harburg (Schwaben), im Kern 15. Jahrhundert
- Altes Rathaus Esslingen Esslingen
- Altsächsisches Hufnerhaus Brodten, Travemünder Winkel